# Contravariant en covariant
In multilineaire algebra en tensoranalyse geven de termen covariant en contravariant aan hoe de componenten van een vector of matrix veranderen als gevolg van een verandering van basis. Een basis bestaat uit de basisvectoren (bijv. i, j en k, of x1, x2 en x3) van een assenstelsel. 
De natuurkundige grootheid 'golflengte' is een vector met een grootte en een richting. Stel dat de grootte 3 meter is. In dit geval is '3' de component en 'meter' de eenheid van de basisvector. Als de eenheid vervolgens uitgedrukt wordt in millimeter, dan dient de component met een factor van 1000 vermenigvuldigd te worden om de ware grootte van de golflengte te behouden. De verkorting van de basiseenheid leidt dus tot een tegenovergestelde verandering van de component. Een golflengte is daarom een contravariante vector. Raaklijnvectoren zijn ook contravariante vectoren.
De natuurkundige grootheid 'golfvector' is een covector met een dichtheid en een richting. De dichtheid wordt aangeduid door het golfgetal. Dit getal geeft het aantal golven per lengte-eenheid aan; een dichtheid dus. Stel dat dit getal 30 per meter is. Als de meter vervolgens veranderd wordt in centimeter, dan moet de component (30) door een factor van 100 gedeeld worden om de ware dichtheid te handhaven. De verkorting van meter naar centimeter leidt dus tot een overeenkomstige verkleining van de component. Een golfvector is daarom een covariante vector. Covariante vectoren worden ook wel covectoren genoemd. Gradiëntvectoren zijn ook covariante vectoren. Een verandering in dichtheid vindt plaats bij het Dopplereffect.
De termen covariant en contravariant werden geïntroduceerd door J.J. Sylvester in 1853 in verband met de algebraïsche invariantentheorie. 
De overgang in een vectorruimte {\displaystyle V} van de geordende basis {\displaystyle B=(b_{1},\ldots ,b_{n})} op de geordende basis {\displaystyle C=(c_{1},\ldots ,c_{n})} wordt formeel beschreven door de relatie
{\displaystyle C=BM},
waarin de matrix {\displaystyle M} als kolommen de coördinaten van de vectoren uit {\displaystyle C} ten opzichte van de basis {\displaystyle B} heeft.
In einsteinnotatie luidt deze relatie:
{\displaystyle c_{k}=M_{k}^{r}b_{r}\left(=\sum _{r=1}^{n}b_{r}M_{k}^{r}\right)}
Voor de coördinaten van een vector {\displaystyle v\in V}:
{\displaystyle v=\beta _{1}b_{1}+\ldots +\beta _{n}b_{n}=\gamma _{1}c_{1}+\ldots +\gamma _{n}c_{n}}
geldt:
{\displaystyle \gamma =M^{-1}\beta }
waarbij {\displaystyle \beta } en {\displaystyle \gamma } de als kolomvectoren geschreven rijen coördinaten zijn.
In einsteinnotatie:
{\displaystyle \gamma _{r}=\left(M^{-1}\right)_{k}^{r}\beta _{k}}
De coëfficiënten transformeren dus via {\displaystyle M^{-1}}, tegengesteld aan de overgang van de basis, die door {\displaystyle M} wordt gegeven. De vector {\displaystyle v} heet daarom een contravariante vector.
Anders is het voor een duale vector {\displaystyle v^{*}} uit de duale ruimte {\displaystyle V^{*}}, die t.o.v. de duale basis wordt gegeven door:
{\displaystyle v^{*}={\beta ^{*}}^{1}b_{1}^{*}+\ldots +{\beta ^{*}}^{n}b_{n}^{*}={\gamma ^{*}}^{1}c_{1}^{*}+\ldots +{\gamma ^{*}}^{n}c_{n}^{*}},
Voor de duale basis geldt:
{\displaystyle (B^{*})^{T}B=I,(C^{*})^{T}C=I},
(waarbij de "vermenigvuldiging" van een lineaire functionaal (covector) met een vector het toepassen ervan op die vector is), zodat
{\displaystyle C^{*}=B^{*}(M^{-1})^{T}}
en voor de coëfficiënten geldt:
{\displaystyle (\gamma ^{*})^{T}=M^{T}(\beta ^{*})^{T}}
waarbij {\displaystyle \beta ^{*}} en {\displaystyle \gamma ^{*}} de als rijvectoren geschreven rijen coördinaten zijn.
In einsteinnotatie:
{\displaystyle {\gamma ^{*}}^{k}=M_{r}^{k}{\beta ^{*}}^{r}}
Deze coëfficiënten transformeren dus via {\displaystyle M^{T}}, op dezelfde manier als de overgang van de basis, die door {\displaystyle M} wordt gegeven. De vector {\displaystyle v^{*}} heet daarom een covariante vector.